# Попович, Грегг
Грегг Чарльз По́пович (англ. Gregg Charles Popovich; род. 28 января 1949, Ист-Чикаго, Индиана) — американский баскетбольный тренер, с 1996 по 2025 год года — главный тренер клуба НБА «Сан-Антонио Спёрс», с 2017 по 2021 год — мужской сборной США. Также является президентом «Сан-Антонио Спёрс».
На начало 2024 года дольше других занимает должность тренера не только в НБА, но и во всех четырёх главных спортивных лигах Северной Америки. Рекордсмен по количеству выигранных матчей в НБА среди тренеров. Под руководством Поповича «Спёрс» выиграли все 5 своих чемпионских титула в истории (1999, 2003, 2005, 2007 и 2014). Один из пяти тренеров НБА, выигравших 5 титулов (совместно с Филом Джексоном, Редом Ауэрбахом, Пэтом Райли и Джоном Кундла. Его часто называют «Тренер Поп» (англ. Coach Pop) или просто «Поп». Член баскетбольного зала славы с 2023 года.

## Ранние годы
Грегг Попович, чей отец был сербского, а мать — хорватского происхождения, родился в городе Ист-Чикаго в штате Индиана. Он начал играть в баскетбол, выступая в детской спортивной лиге Biddy Basketball. В 1960 году Грегг попал в сборную всех звёзд этого соревнования. Посещал среднюю школу Мерривилль. По окончании школы поступил в Военно-воздушную академию США, где четыре сезона отыграл за баскетбольную команду, причём на последнем году он был капитаном и самым результативным игроком. Попович окончил обучение с дипломом бакалавра и поступил на работу в Центральное разведывательное управление США.
В течение последующих пяти лет он служил в военно-воздушных силах США. Попович был членом армейской баскетбольной команды, вместе с которой играл в Европе и СССР. В 1972 году он был выбран капитаном команды, с которой выиграл чемпионат среди любительских команд. Благодаря этому он был приглашён на смотр в олимпийскую сборную США 1972 года.
В 1973 году Попович вернулся в военно-воздушную академию на должность ассистента главного тренера Хэнка Эгана, которую впоследствии занимал в течение шести лет. Впоследствии Хэган будет работать ассистентом у Поповича в «Сан-Антонио Спёрс», а позднее — у Майка Брауна в «Кливленд Кавальерс». Одновременно Попович проходил обучение в Денверском университете, где получил диплом магистра по физическому воспитанию и спортивной науке. В 1979 году он стал главным тренером баскетбольной команды «Помона-Питцер». В сезоне 1985/86 Попович решил оставить свою должность и год проработал добровольным помощником тренера Канзасского университета Ларри Брауна. На следующий сезон он вернулся в «Помону-Питцер».
4 апреля 2008 года Грегг вернулся в военно-воздушную академию, где получил награду об окончании с отличием.

## Карьера в НБА

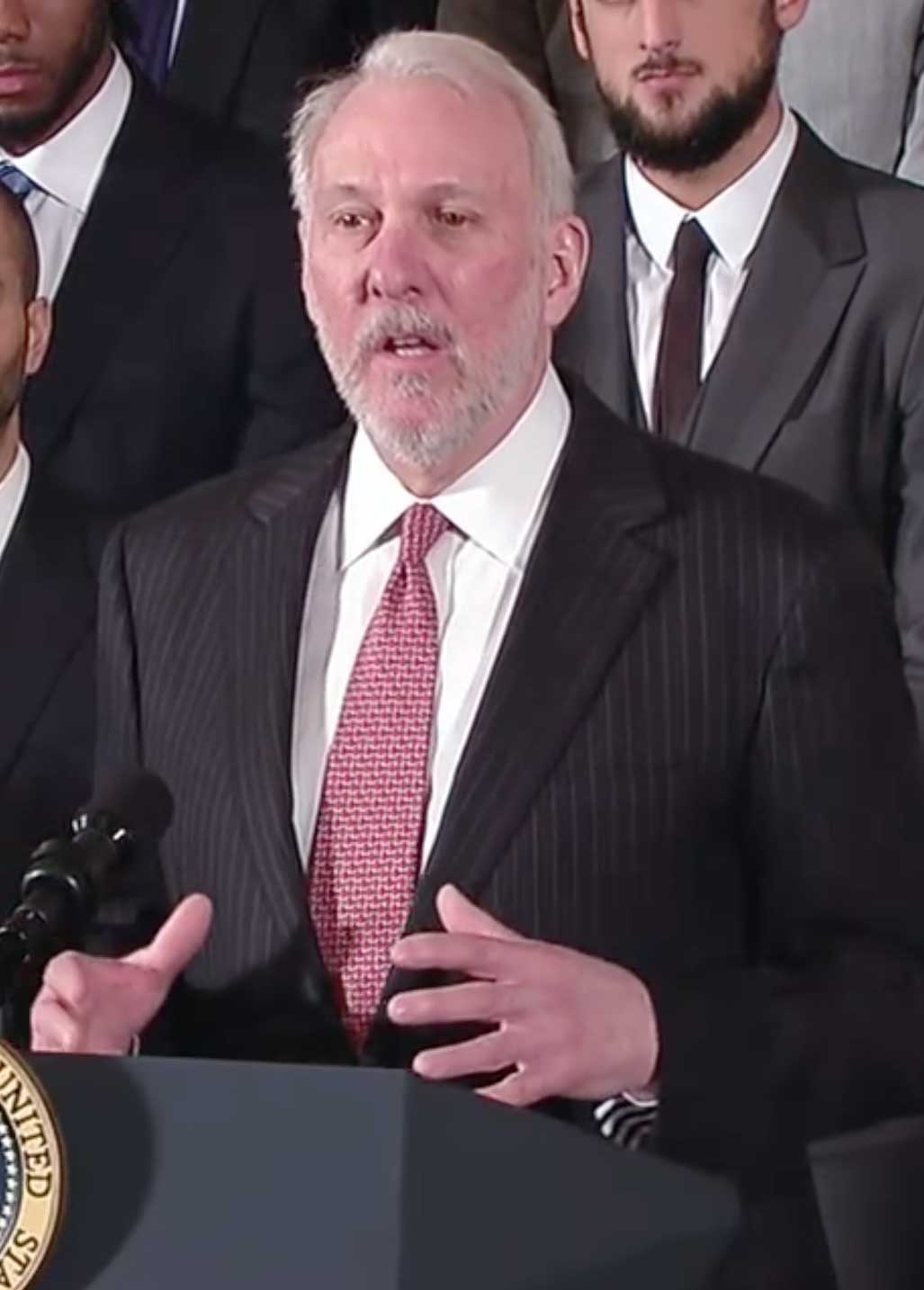
Г. Попович во время речи в Белом доме в январе 2015

После сезона 1987/88 Попович перешёл на пост ассистента Ларри Брауна в клубе НБА «Сан-Антонио Спёрс», на котором оставался до 1992 года. После увольнения в 1992 году он некоторое время работал в тренерском штабе «Голден Стэйт Уорриорз».
В 1994 году Попович стал генеральным менеджером и вице-президентом по баскетбольным операциям в «Спёрс». Первым решением Грегга стало подписание контракта с Эвери Джонсоном, который занял позицию разыгрывающего защитника в стартовом составе. Оба впоследствии выиграли чемпионский титул в 1999 году, и Джонсон, позже ставший главным тренером «Даллас Маверикс», назвал Поповича человеком, наиболее повлиявшим на его тренерскую деятельность. Одним из первых его решений также стал обмен Денниса Родмана на Уила Пердью.
Попович пользуется репутацией одного из самых харизматичных и неоднозначных тренеров НБА.
8 июля 2023 года Попович подписал новый пятилетний контракт со «Спёрс». По словам Эдриана Воджнаровски из ESPN, сумма контракта составила более 80 миллионов долларов.
2 ноября 2024 года Попович перенес инсульт. Два дня спустя было объявлено, что он уходит в бессрочный отпуск, а его помощник Митч Джонсон временно исполняет обязанности главного тренера. На встрече с игроками «Сперс» 27 февраля 2025 года Попович подтвердил, что не будет тренировать команду до конца сезона.
2 мая 2025 года «Сперс» объявили, что Попович покидает пост тренера «Сперс» после 29 сезонов и переходит на новую должность президента по баскетбольным операциям. Джонсон был повышен в должности и стал преемником Поповича на посту главного тренера «Сперс».

### Достижения
Попович выиграл пять чемпионских титулов с «Сан-Антонио Спёрс» — 1999, 2003, 2005, 2007 и 2014. Он становился тренером года НБА в 2003, 2012 и 2014 годах.
Попович одержал 500-ю победу в карьере 2 марта 2006 года, став 4-м тренером в истории НБА, достигшим этой цифры. В 2006 году «Сан-Антонио Спёрс» под его руководством установила рекорд франшизы с результатом 63—19.
10 января 2019 Попович одержал в качестве тренера свою 1222-ю победу в матче регулярного чемпионата «Спёрс» против «Оклахомы». С этим результатом он обошёл Джерри Слоуна и занял третье место в истории НБА по этому показателю.
11 марта 2022 года стал рекордсменом среди тренеров по количеству побед в НБА (1336). Для достижения этого рекорда Поповичу понадобилось на 370 игр меньше, чем Дону Нельсону, который ранее занимал первое место.

## Карьера в сборной
С 2002 по 2004 год был ассистентом Джорджа Карла и Ларри Брауна в сборной США — на чемпионате мира 2002 года, чемпионате Америки 2003 года и летних Олимпийских играх 2004 года. 23 октября 2015 года был назначен новым главным тренером сборной на период с 2017 по 2020 год.

## Личная жизнь
Был женат на Эрин Попович, которая после продолжительной болезни скончалась 18 апреля 2018 года. Имеет от брака двоих детей.